# Mertensia platensis
Mertensia platensis là loài thực vật có hoa trong họ Mồ hôi. Loài này được (Rydb.) Rydb. mô tả khoa học đầu tiên năm 1906.